# Famille Veuillot
La famille Veuillot est une famille subsistante d'ancienne bourgeoisie originaire d'Argenteuil-sur-Armançon (Yonne) où elle est connue depuis le XVIIe siècle.
Elle compte Pierre Veuillot, cardinal archevêque de Paris (1966 - 1968). 

## Histoire
Cette famille bourguignonne devient célèbre dès 1840, date à partir de laquelle Louis Veuillot dirige à l'aide d'autres membres de sa famille le journal l'Univers.
Les journalistes de cette famille, Louis, son frère Eugène et les fils de ce dernier, Pierre et François sont de tendance catholiques et légitimistes.

## Héraldique
Le cardinal Veuillot a pour armes : De gueules à la croix de saint André d'or au chef d'azur chargé de deux fleurs de lys d'or.
Il a pour devise : Evangelizare Divitias Christi.

## Liens de filiation entre les personnalités
- François Brice Veuillot (14 octobre 1784 à Noyers - 15 mars 1839 à Paris), tonnelier. Le 9 novembre 1812 à Boynes, il épouse Marie Madeleine Adam.
  - Louis Veuillot (1813-1883), journaliste et écrivain, directeur de L'Univers. Le 31 juillet 1845 à Versailles, il épouse Mathilde Murcier.
    - Marie Agnès Eudoxie Raphaëlle Veuillot (1847-1945). Le 2 décembre 1874 à Paris 1er, elle épouse Édouard Pierron, général.

  - Eugène Veuillot (1818-1905), journaliste. Le 4 octobre 1858 à Paris 1er, il épouse Louise Philomène Uranie d'Aquin.
    - Pierre Veuillot (1859-1907), journaliste.
    - François Veuillot (1870-1952), journaliste. Le 27 juin 1897 à Gien, il épouse Marie Monnoir.
      - Pierre Veuillot (1913-1968), cardinal, Liste des évêques puis archevêques de Paris.